# Jeff Dye
Jeff Dye (Washington D. C., Estados Unidos, 4 de febrero de 1983) es un comediante, actor y presentador de televisión estadounidense.

## Biografía
Dye fue presentador de dos series de MTV, Numbnuts Y Money From Strangersy participando en el 2010 en Comedy Central como comediante invitado.
Obtuvo atención nacional cuando fue finalista en la serie de NBC Last Comic Standing y luego realizó una gira por 50  ciudades con el resto de los ganadores. Actualmente, es un miembro recurrente en Extreme Makeover:Home Edition.